# Erenna
Erenna är ett släkte av nässeldjur. Erenna ingår i familjen Erennidae.
Kladogram enligt Catalogue of Life:
| Erenna | \| \| Erenna cornuta \| \| \| \| \| \| Erenna laciniata \| \| \| \| \| \| Erenna richardi \| \| \| \| |
|        | \| \| Erenna cornuta \| \| \| \| \| \| Erenna laciniata \| \| \| \| \| \| Erenna richardi \| \| \| \| |
|        | Parerenna                                                                                             |
|        | |
|        | Erenna cornuta                                                                                        |
|        | |
|        | Erenna laciniata                                                                                      |
|        | |
|        | Erenna richardi                                                                                       |
|        | |

|  | Erenna cornuta   |
|  |                  |
|  | Erenna laciniata |
|  |                  |
|  | Erenna richardi  |
|  |                  |